# 曹穆 (明朝)
曹穆（15世紀—16世紀），字德容，廣西桂林府全州西隅人，明朝政治人物。

## 生平
曹穆是成化十六年（1480年）的舉人，授南豐訓導，命各諸生在齋舍寢讀，每夜送粥用膳，又捐俸貧窮者就讀，陞荊門同知，更加保持清節，受委託清理荊南兵事，發現漏伍幾四百戶，改任夷陵知州，到任後立刻修補倒塌的城池，次年巴東流寇作亂，他和人民共同堅守，賊人不敢侵犯，地方賴以安寧，不久因病辭官，荒年時向少傅蔣冕提議捐資換取糧食，在湘山寺等地煮粥，救活不少人民。

## 引用
1. 1 2  嘉慶《全州志·卷八·人物上》：曹穆，字德容，西隅人，成化庚子鄉薦，授南豐訓導，令諸生悉就齋舍寢讀，夜分作粥飼之，貧而來學者捐俸為助，擢荊門州同知，益勵清節，代廵委清荊南戎事，得漏伍幾四百戶，遷彝陵守，至任見城圮立為完固，明年巴東流賊起，公與民習戰堅守，賊不敢犯境賴以安，引疾□休家居，歲饑謀於太傅蔣公冕，捐資易粟就湘山大□二寺作粥，飼餓者富民應而興起，所全活無算。 舊志